# سروستکی
سروستکی (به لاتین: Srostki) یک منطقهٔ مسکونی در روسیه است که در سرزمین آلتای واقع شده‌است.